# Peter Jon de Vos
Peter Jon de Vos (24 de dezembro de 1938 - 9 de junho de 2008) foi um embaixador americano na Costa Rica, Guiné-Bissau, Libéria, Moçambique e Tanzânia.